# Arctosa binalis
Arctosa binalis är en spindelart som beskrevs av Yu och Song 1988. Arctosa binalis ingår i släktet Arctosa och familjen vargspindlar. Inga underarter finns listade i Catalogue of Life.